# Speocera fagei
Speocera fagei là một loài nhện trong họ Ochyroceratidae. Loài này phân bố ở Kenia.